# Cillier Zeitung
Cillier Zeitung (slovensko: Celjski časopis) je bil časopis, ki je z vmesnimi premori izhajal v Celju leta 1848 ter v letih 1876−1873, 1919-1929. Nastal je s preimenovanjem časopisa Cillier Wochenblatt. Za razliko od predhodnika, pa so izvodi, ki so izšli v letih 1876−1873, 1919-1929 prav nič niso sovpadali z izvirno zamislijo časopisa o enakosti Slovencev ter nemške manjšine, saj so zagovarjali ideologijo velike Nemčije. Leta se je 1848 časopis za nekaj časa preimenoval v Deutsche Wacht (Nemška straža).